# Aleksej Stepanovič Chomjakov
Aleksej Stepanovič Chomjakov, in russo Алексей Степанович Хомяков? (Mosca, 13 maggio 1804 – Ivanovskoe, 5 ottobre 1860), è stato un poeta, filosofo e teologo russo, tra i maggiori teorici del movimento slavofilo.

## Biografia
Il bisnonno Fëdor Stepanovič era stato un semplice sergente della guardia che ereditò da parenti senza figli una grande fortuna in terre e in servi. Mentre suo padre Stepan Alekseevič (m. 1836), assiduo del Club inglese di Mosca, si occupò unicamente di perdervi grandi somme al gioco, l'amministrazione dei beni e l'educazione dei figli fu compito della madre Mar'ja Kireevskaja (m. 1858), parente di Ivan Vasil'evič, che li allevò nello spirito delle più strette tradizioni russe, influenzando grandemente il giovane Aleksej.
Compì i primi studi in casa con un precettore. Nel 1815 la famiglia si trasferì a San Pietroburgo, e vi restò fino al 1817. Al giovane Aleksej la vivace capitale sembrava una città pagana, tanto da promettere a se stesso di patire la tortura pur di non abbandonare la fede ortodossa. Tornato a Mosca, divenne amico di Venevitinov e continuò a studiare privatamente letteratura, filosofia e matematica. Nel 1821 provò a scappare di casa per andare a combattere nella Grecia ortodossa in rivolta contro il dominio turco. Quell'anno fu ammesso alla Facoltà di matematica dell'Università di Mosca e nel 1822 si arruolò nel Reggimento della Guardia imperiale, prestando servizio ad Astrachan' e poi a San Pietroburgo.

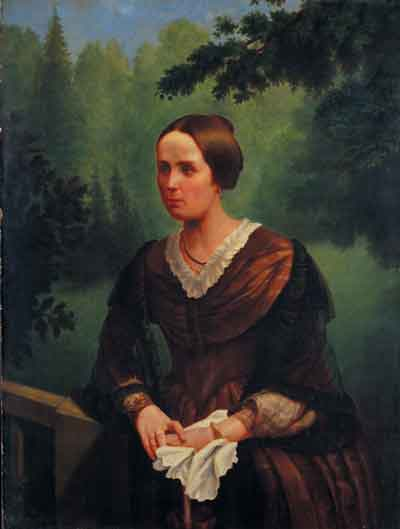
La moglie Ekaterina

Il suo comandante ricordò l'impegno col quale il giovane ufficiale, dal fisico gracile e dalla bassa statura, sopportava la fatica, i suoi costumi spartani e la sua devozione religiosa. La vicinanza con altri ufficiali di idee decabriste non ebbe alcun effetto su di lui. A Ryleev obiettò che una rivolta militare avrebbe significato tradire lo spirito di servizio dell'esercito, il cui compito era difendere il popolo e non imporsi su di esso.
Lasciato il servizio militare nel 1825, Chomjakov viaggiò all'estero. A Parigi studiò pittura e scrisse il dramma storico Ermak. Seguiranno altri due drammi, Il falso Dmitrij (1832) e Prokofij Ljapunov (1834). Tornò in Russia nel 1828, con l'inizio della guerra russo-turca, e si arruolò tra gli ussari, servendo come aiutante di campo del generale Madatov. Ferito due volte e decorato con le croci di San Vladimir e di Sant'Anna, alla pace di Adrianopoli, nel 1829, si dimise stabilendosi a Mosca e, in estate, nelle sue proprietà nelle province di Rjazan', Smolensk e Tula. Nel 1836 sposò Ekaterina Michajlovna Jazykova (1817-1852), sorella del poeta Nikolaj Jazykov, e ne ebbe nove figli. La donna morì nel 1852, ancora incinta del decimo figlio.
Da allora s'immerse negli studi più disparati e acquisì una vasta erudizione, tanto che Pogodin lo definì il «Pico della Mirandola russo». Conosceva decine di lingue, tra le quali il sanscrito, fu poeta, filosofo, teologo, pittore, mitografo, medico, inventore: una macchina a vapore di sua invenzione fu presentata all'Esposizione industriale di Londra del 1851.
Fu un polemista accanito e senza scrupoli, secondo Herzen: «intelletto potente, versatile, ricco di risorse delle quali si serviva senza andare per il sottile, dotato di una straordinaria memoria e di rapidissimi riflessi intellettuali, discusse calorosamente e infaticabilmente tutta la vita [...] I suoi argomenti, molto spesso illusori, riuscivano sempre ad abbagliare e a fuorviare». Un esempio della sua spregiudicatezza è rappresentato dal tentativo di spacciare la versione in greco della sua opera La Chiesa è una per un antico manoscritto recentemente scoperto.
Un altro aspetto della sua personalità, già rilevato dai contemporanei, furono le sue contraddizioni: scrisse nella Casa dei pazzi di Mosca la poetessa Rostopčina che Chomjakov «molto di libertà scrive», ma «sulla vita dei suoi contadini / duramente si stringe la sua mano». Acceso nazionalista, alla vigilia della guerra di Crimea, nella sua Lettera a un amico straniero espresse entusiasmo per la «guerra santa» che la Russia stava per intraprendere, e nello stesso tempo, nella poesia Alla Russia, la giudicava indegna della sua missione, perché colma d'ingiustizia, di schiavitù, di pigrizia e di ogni sorta d'ignominie. Poi disse di rallegrarsi della sconfitta, dalla quale sarebbe nata la salvezza della Russia.

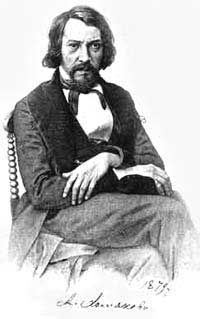
Aleksej Chomjakov

Si occupò di teologia unicamente nel trattato La Chiesa è una (1838), mentre il resto della sua produzione ecclesiologica consiste in opuscoli polemici contro cattolici e protestanti e nell'esaltazione della Chiesa ortodossa che ai suoi occhi rappresentava un vero e proprio organismo sociale che si opponeva all'individualismo del mondo moderno. Il cristianesimo consisteva nell'«identità di unità e libertà che si manifesta nella legge dell'amore spirituale», ma la Chiesa cattolica - osservava Chomjakov riprendendo le critiche di Kireevskij - mutando arbitrariamente il simbolo niceno, si pose fuori dalla legge dell'amore, sciogliendo così anche il primitivo legame di libertà e di unità presente nella comunità cristiana, conservato invece nella Chiesa ortodossa.
Tale organica comunità liberamente formata dal convincimento interiore dei suoi membri è definita da Chomjakov sobornost', parola del resto ricorrente nella tradizione ortodossa, che Chomjakov considera una traduzione del greco καθολικός, che perciò non poteva spettare alla Chiesa di Roma, nella quale i fedeli sono soggetti a un'esteriore obbedienza ai dettami del papa e della gerarchia ecclesiastica.
Proprio perché ogni autorità è per sua natura «qualcosa di esterno», nella chiesa concepita da Chomjakov non esiste il principio di autorità. La fede è un dono della Grazia, concesso una volta per tutte dallo Spirito all'intera comunità e non a suoi singoli membri, e perciò nessuno, al di fuori della tradizione ecclesiale interiormente accettata, può essere custode e interprete delle verità divine. Tale chiesa le conosce immediatamente, in quanto organismo vivente di verità e di amore.
Nel 1848 i patriarchi ortodossi, in risposta all'enciclica di Pio IX In Suprema Petri Apostoli Sede, avevano congiuntamente affermato che né i patriarchi, né i concili potevano introdurre innovazioni in materia di ortodossia della fede, che veniva invece garantita dall'intera comunità dei fedeli. Da questa affermazione, che era in armonia con le sue idee, Chomjakov traeva la conferma che i concili dovevano essere approvati dall'intera comunità ecclesiale e che pertanto non poteva esistere una chiesa docente distinta da una chiesa discente. Tutta la chiesa è docente e in essa non esiste autorità oltre Cristo.
Conclusioni che procurarono al pur reazionario Chomjakov i dubbi e i sospetti delle gerarchie ortodosse, che prima vietarono la pubblicazione dei suoi scritti teologici e poi la concessero con l'avvertenza che l'autore era privo di «specifica preparazione teologica». Si poteva infatti dubitare che l'unità della fede fosse effettivamente garantita dal presunto spirito conciliare dei fedeli, e il teologo ortodosso Pavel Florenskij, oltre a rimproverargli la negazione dell'autorità gerarchica, lo accusò di «protestantesimo perfezionato» e perfino di aver nutrito sentimenti democratici. Anche il teologo cattolico Pawłowski vide in Chomjakov un antesignano del modernismo, con idee «contrassegnate da tendenze semplicemente rivoluzionarie».

## Opere
- Aleksej S. Chomjakov, Opere complete, 8 voll., Mosca, 1878-1906